# Пахотный
Пахотный (каз. Пахотный) — упразднённый поселок в Восточно-Казахстанской области Казахстана. Входил в состав Ленингорского городского совета. Упразднён в 1960-е годы.

## Географическое положение
Располагался на реке Пахотная (приток реки Уба) в месте впадения в нее ручья Пахотнушка.

## История
Образован в конце 1920-х годов как лесопункт на территории Верх-Убинского района. В 1940 году присвоен статус рабочего посёлка, с образованием поссовета в состав которого вошли также села Белопорожное, Сакмариха и др. Тем же постановлением поссовет перечислен в подчинение Лениногорского горсовета. В 1951 году вновь передан в состав Верх-Убинского района. С 1959 года в составе Шемонаихинского района, а с 1963 г. - в Глубоковском промышленном районе (с 1964 г. Глубоковский район). Указом Президиума Верховного Совета Казахской ССР от 17 июня 1964 г. поселок Пахотный отнесен к категории сельских населенных пунктов и передан в административное подчинение Лениногорского горсовета. По причине сокращения лесозаготовок посёлок к концу 1960-х годов покинуло все население.

## Население
Согласно переписи 1959 года в посёлке проживал 1131 человек, в том числе 581 мужчина и 550 женщин.